# Mitzwa
Eine Mitzwa (hebr. מצוה; (Singular und Plural); Aussprache: sephardisch: Mitzwa, Plural: Mitzwot; aschkenasisch: Mitzwo,  Plural: Mitzwauss oder Mitzwojss) ist ein Gebot im Judentum, das von der talmudischen Literatur in der Tora benannt wird oder aber auch von Rabbinern festgelegt worden sein könnte. Im Gegensatz zur Halacha, die das gesamte „religionsgesetzliche“ System des Judentums bezeichnet, zielt Mitzwa auf eine „einzelne Pflicht“ ab.
Im Talmud wird die Zahl der in der Tora enthaltenen Mitzwot mit 613 beziffert, ohne diese näher aufzuzählen. Erst spätere Gelehrte haben in ihren Werken die 613 Mitzwot fixiert (die Zehn Gebote sind ein Teil davon). Die Mitzwot teilen sich auf in 365 Verbote (entsprechend den Tagen im Kalenderjahr) und 248 Gebote (entsprechend den Gliedern des Menschen). Unter den Mitzwot besteht Gleichwertigkeit, wenngleich leichte (kalot) und schwere (chamurot) Gebotsverstöße unterschieden werden.
Eine der bekanntesten Aufzählungen und Erläuterungen der 613 Mitzwot ist das – im Mittelalter entstandene – Sefer HaMitzwot des jüdischen Rechtsgelehrten Maimonides. In seinem philosophischen Hauptwerk Führer der Unschlüssigen postuliert Maimonides, dass sämtliche Mitzwot auf göttlicher Weisheit beruhen, obwohl er zwischen leicht verständlichen Geboten (hebräisch mischpatim) und schwer verständlichen Geboten (hebräisch chukkim) unterscheidet und erklärt, dass einige besondere Gebote nicht vernunftmäßig zu begründen seien und ausschließlich auf Gottes Willen beruhen; dazu gehört die Bereitung der Asche der Roten Kuh.
Nach jüdischem Recht dürfen gemäß Pikuach Nefesch in Lebensgefahr bis auf drei (Mord, Götzendienst, Unzucht) sämtliche Gebote der Tora gebrochen werden. Insbesondere für die Befolgung der Sabbatruhe gilt die Regel: „Lebensgefahr hebt den Schabbat auf.“

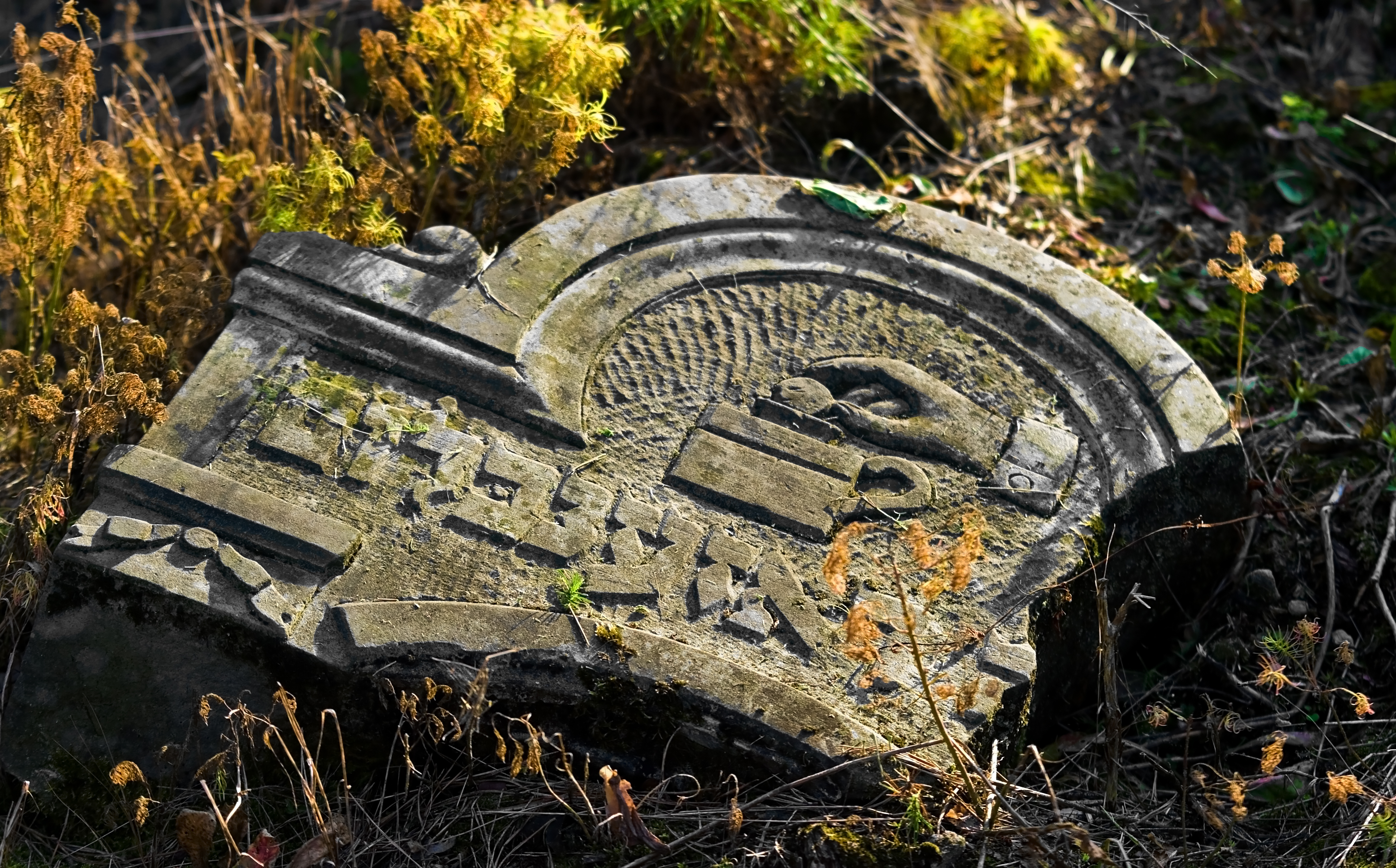
Tzedakah-Box auf jüdischem Grabstein. Jüdischer Friedhof Otwock, Polen. (Zum Begriff: „Tzedaka“, übersetzt: „Wohltätigkeit“, ist ein wichtiges Gebot für jüdische Männer und Frauen.)

Mitzwot, die sich direkt auf den Jerusalemer Tempel beziehen, können seit dessen Zerstörung nicht mehr ausgeübt werden.